# Pyrazine
Die Pyrazine sind eine Gruppe von chemischen Verbindungen. Sie leiten sich vom Pyrazin ab und gehören zur Gruppe der Diazine. 
Es sind Aromastoffe, die beispielsweise für den charakteristischen Geruch vieler Gemüsesorten verantwortlich sind oder beim Erhitzen von Lebensmitteln entstehen (Röstaromen). Es gibt zahlreiche verschiedene Pyrazine. Allein aus der Gruppe der Alkylpyrazine sind bisher 70 Verbindungen bekannt. Pyrazine sind häufig für einen erdig, röstigen Geruch von Lebensmitteln verantwortlich und entstehen wahrscheinlich durch eine Maillard-Reaktion während des Erhitzens.

## Alkylpyrazine

2,3-Dimethylpyrazin, eine Aromakomponente gerösteten Sesamsamens

Alkylpyrazinen liegt das Grundgerüst von Pyrazin zu Grunde, das unterschiedliche Substitutionsmuster aufweisen kann. Unter den Alkylpyrazinen befinden sich natürlich vorkommende hochpotente Aromastoffe, die eine teils sehr niedrige Geruchsschwelle aufweisen.  Diese Alkylpyrazine wie z. B.: 2-Ethyl-3,5-dimethylpyrazin und 2,3-Diethyl-5-methylpyrazin haben einen erdigen Geruch.